# Suzi Gardner
Ne doit pas être confondu avec Sue Gardner.
Suzanne Gardner (née le 1er août 1960) est une musicienne et directrice artistique américaine, connue principalement en tant que guitariste, chanteuse et cofondatrice du groupe punk rock L7.

## Biographie

### Jeunesse
Gardner est née à Altus, Oklahoma le 1er août 1960 ,. Sa mère est Anne B. Gardner. Elle a un frère aîné, Bob, et a grandi en partie à Citrus Heights, en Californie. Gardner a déménagé en Californie du Sud en 1977. Elle a fréquenté l'Orange Coast College en 1978 et a étudié l'anthropologie physique et la guitare. En 1980, Gardner a déménagé à Los Angeles.

### Carrière
Avant de jouer avec L7, Gardner occupe plusieurs emplois à Los Angeles et avait travaillé au LA Weekly . Elle écrit de la poésie et de la musique lorsqu'elle rencontre Donita Sparks en 1984. Elles avaient chacune travaillé à LA Weekly, bien qu'à des moments différents, et se sont rencontrés grâce à des contacts mutuels toujours liés à l'éditeur. Gardner et Sparks ont fondé le groupe punk rock L7 en 1985. Lorsqu'elles ont commencé à écrire de la musique ensemble sous le nom de L7, Gardner et Sparks sont impliquées sur la scène créative art punk DIY composée de musiciens, de poètes et d'artistes de performance dans les quartiers d'Echo Park et Silverlake.
Gardner est l'une des principales autrices-compositrices de L7 et a écrit les morceaux "Bite the Wax Tadpole", "It's Not You", "Snake Handler", "Cat-O'-Nine-Tails", " Monster ", " Stuck Here Again " et " Aimant monstre ". En plus d'apparaître sur les sept albums studio de L7, Gardner a également posé sa voix sur la chanson "Slip It In" de Black Flag lors de leur sortie en 1984 du même titre. Avec ses camarades du groupe L7 Donita Sparks et Jennifer Finch, elle a également figuré sur l'album Bad Religion Suffer, sorti en 1988, où elle a fourni une guitare supplémentaire avec Sparks sur la chanson "Best for You".

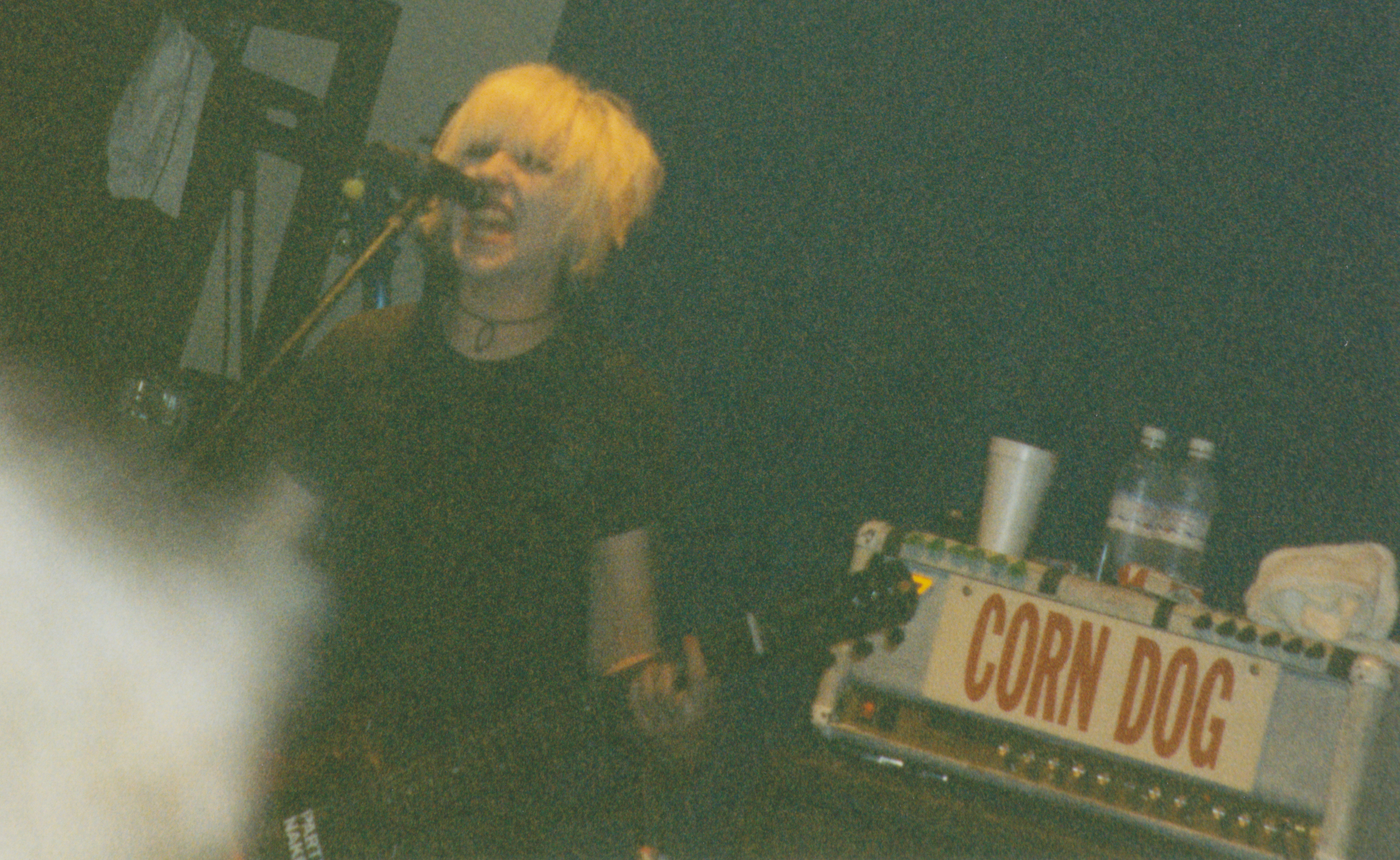
Gardner au théâtre Emerson, 1997

Gardner et L7 ont formé une organisation pro-choix appelée Rock for Choice, qui a organisé de nombreux spectacles-bénéfice mettant en vedette des groupes majeurs tels que Rage Against the Machine et Nirvana. Le premier concert Rock for Choice a eu lieu en 1991.
Dans un article de 1993 pour Spin qui présentait L7 sur la couverture du magazine, Renée Crist a décrit L7 comme "quatre des femmes les plus drôles, les plus méchantes, les plus fortes, les plus cool et les plus énervées que je connaisse" et comme "sauvages, exubérantes, spontanées" avec un spectacle sur scène qui "est un mélange d'amour entre copains, d'entrainement de foule et d'acrobaties".
En 1994, Gardner est apparu dans le film de John Waters Serial Mom dans le cadre du groupe fictif "Camel Lips".
Gardner, en 2000, est devenue la première femme à se faire mouler les seins en plâtre par Cynthia Plaster Caster, l'artiste qui a passé des décennies à créer des impressions des phallus les plus célèbres de la musique rock,.
Une vidéo originale et des interviews consolidées avec Gardner sont incluses dans le documentaire L7: Pretend We're Dead, sorti en 2016 et réalisé par Sarah Price. Le film a été nommé pour un VO5 NME Award du meilleur film musical.
Gardner a continué à se produire à l'international avec la formation originale de L7 en 2015-2017 et a coécrit deux nouvelles chansons avec Sparks : Dispatch from Mar-a-Lago, 2017 et I Came Back to Bitch, 2018.
Sur le dernier album de L7 Scatter the Rats (sorti en 2019 avec des critiques généralement favorables), Gardner a écrit plusieurs chansons dont "Fighting the Crave", "Proto Prototype" et "Cool About Easy". Gardner et le groupe ont lancé une tournée nationale 2019.
Spin a rapporté que Gardner est apparu au Roxy Theatre le 11 janvier 2020 et "a livré une interprétation fulgurante de" Keys to Your Heart "" de Joe Strummer en hommage aux Clash.

## Discographie

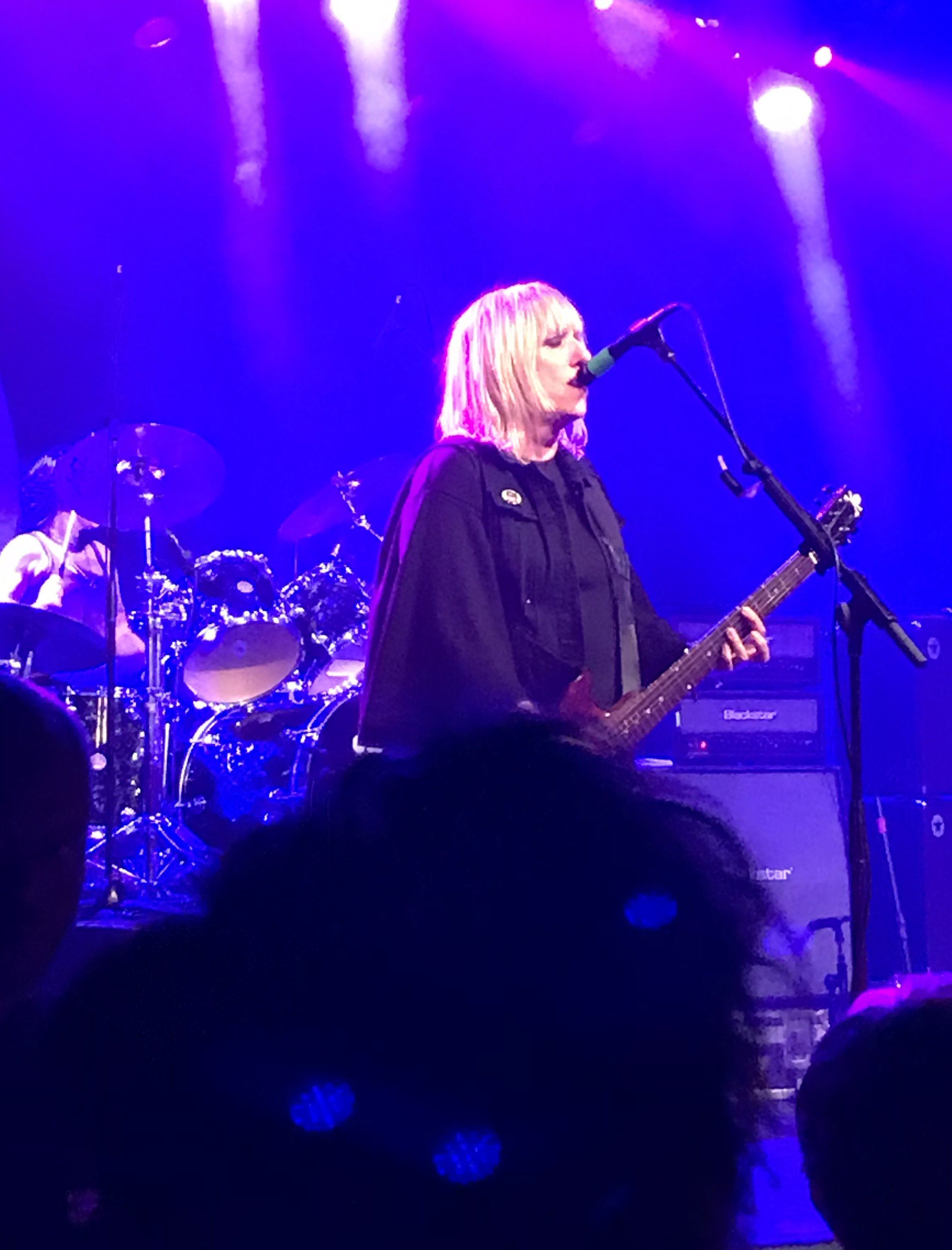
Gardner se produisant à Vancouver, en Colombie-Britannique en 2019

### Avec L7
- L7 (1988)
- Smell the Magic (1991)
- Bricks Are Heavy (1992)
- Hungry for Stink (1994)
- The Beauty Process: Triple Platinum (1997)
- Slap-Happy (1999)
- Scatter the Rats (2019)

### En tant que musicienne invitée
- Black Flag – Slip It In (1984) : chant additionnel
- Bad Religion – Suffer (1988) : guitare additionnelle
- Circle Jerks – Oddities, Abnormalities and Curiosities (1995) : chant additionnel